# Andrzej Lewandowski (operator dźwięku)
Andrzej Lewandowski (ur. 22 lutego 1950 w Łodzi, zm. 9 września 2021 w Warszawie) – polski operator dźwięku.
Absolwent Reżyserii Dźwięku Państwowej Wyższej Szkoły Muzycznej w Warszawie. Trzykrotnie nominowany do Polskiej Nagrody Filmowej, Orzeł: w 2002 za dźwięk w filmie Pół serio, w 2017 za dźwięk w filmie Sprawiedliwy oraz w 2018 za dźwięk w filmie Pokot. Był członkiem Polskiej Akademii Filmowej.

## Filmografia
jako autor dźwięku:
- Szaleństwa panny Ewy (1984)
- Chrześniak (1985)
- Dziewczynka z hotelu Excelsior (1988)
- Modrzejewska (1989) - serial
- Wielka wsypa (1992)
- Nic śmiesznego (1995)
- Pół serio (2000)
- Dom (1996, 1997, 2000) - serial, odc. 13-25
- Przepis na życie (2011-2013) - serial, odc. 1-13
- Czas honoru. Powstanie (2014) - serial
- Sprawiedliwy (2015)
- Pokot (2017)